# 什锦菜 (歌曲)
什锦菜（英語：Jambalaya）是一首流行于世界的美国乡村音乐风格的歌曲，其作者是汉克·威廉姆斯，于1952年首次公开出版，其歌名来自于美国一道名菜什锦饭，这首歌后来被全世界众多歌手翻唱，曾被赵薇翻唱为歌曲《小冤家》。